# NGC 2913
NGC 2913 este o galaxie spirală situată în constelația Leul. A fost descoperită în 10 martie 1864 de către Albert Marth. Se află la o distanță de 45,96 de megaparseci de Pământ.